# 郭文举
郭文举（1918年12月—2003年12月27日），男，宁夏盐池人，中华人民共和国政治人物，曾任中共银南地委书记，宁夏回族自治区水利局局长、党组书记，宁夏回族自治区人大常委会副主任。